# Ulrich Krzemien
Ulrich Krzemien (ur. 13 września 1940 w Berlinie; zm. 25 marca 1965 tamże) – ofiara śmiertelna Muru Berlińskiego zmarła wskutek utonięcia w Sprewie wskutek incydentu na granicy pomiędzy Berlinem Wschodnim a Zachodnim.

## Życiorys
Ulrich Krzemien urodził się jako czwarte spośród sześciorga dzieci owdowiałej wskutek drugiej wojny światowej matki, która po utracie wcielonego do wojska męża przejęła samotnie ciężar utrzymania i wychowania tychże. Po ukończeniu ośmioklasowej szkoły podstawowej rozpoczął naukę zawodu murarza w państwowych zakładach budowlanych VEB Bau Berlin, po zakończeniu tejże pracował w rozmaitych zakładach Berlina Wschodniego. Latem 1959 r. znalazł mieszkanie oraz zatrudnienie w Berlinie Zachodnim. Jako że matka zgłosiła zaginięcie syna, Krzemien po kilku tygodniach powiadomił ją listownie o chęci pozostania w zachodniej części miasta. Z uwagi na otwarte jeszcze wówczas granice pomiędzy sektorami dosyć często odwiedzał matkę, w lipcu 1961 r. został jednak aresztowany i pod zarzutem ucieczki z kraju (Republikflucht) postawiony przed sądem. Do września 1962 r. odsiadywał karę pozbawienia wolności w zakładzie karnym Bützow-Dreibergen. Wbrew swojej woli zmuszony został do pozostania w Berlinie Wschodnim, gdzie przydzielony został do pracy jako kierowca w państwowych zakładach urządzeń chłodniczych VEB Kühlautomat. W połowie października 1962 r. uciekł przez Teltowkanal do Berlina Zachodniego. Z pozostałą we wschodniej części miasta matką utrzymywał w dalszym ciągu kontakt listowny. 

## Okoliczności śmierci
25 marca 1965 r. doszło do incydentu na wodach Sprewy oddzielającej dzielnice Kreuzberg i Friedrichshain. Około godziny 21.30 nieznany mężczyzna przepłynął rzekę z zachodu na wschód, wołając krótko przed osiągnięciem nabrzeża Berlina Wschodniego żołnierza wojsk granicznych o pomoc. Żołnierz nie zareagował. Kiedy płynący wspiął się na drabinkę przy kei, w pewnym momencie pośliznął się i spadając zanurzył się w wodzie. Żołnierz kilkakrotnie strzelił w powietrze w celu zaalarmowania łodzi patrolowych, rozpoczęta akcja poszukiwawcza nie przyniosła jednak rezultatów. Przypadek zauważono także po stronie zachodniej. Powiadomione tam służby ratownicze nie mogły jednak wejść do rzeki, gdyż wody jej należały w niniejszym miejscu w całości do terytorium Berlina Wschodniego. 
13 kwietnia 1965 r. znaleziono pomiędzy mostami Brommybrücke i Schillingbrücke zwłoki topielca, które zidentyfikowane zostały później  jako Ulrich Krzemien. Ministerstwo Bezpieczeństwa Państwowego NRD orzekło, iż denatem jest mężczyzna zauważony podczas incydentu z 25 marca. Podczas mającego miejsce dzień później przesłuchania matki ofiary, pracownicy służby bezpieczeństwa NRD powiadomili ją o utonięciu mężczyzny podczas granicznej prowokacji. W wyniku obdukcji stwierdzono w krwi ofiary alkohol.  
Po zjednoczeniu Niemiec siostra ofiary zwróciła się do berlińskiego senatu z prośbą o pomoc w związku z podejrzeniem rozstrzelania jej brata w pobliżu mostu Massantebrücke. Informacja pochodziła bowiem od rzekomego prokuratora, mającego za czasów NRD powiązania z aparatem bezpieczeństwa. Prowadzone przez prokuraturę państwową w Berlinie dochodzenie jednak umorzono w związku z wykluczeniem jakichkolwiek dowodów działania osób trzecich.